# Otto Horn (SS-Mitglied)
Otto Richard Horn (* 14. Dezember 1903 in Obergrauschwitz, Amtshauptmannschaft Oschatz; † 21. Februar 1999 in Berlin) war ein deutscher SS-Unterscharführer und an der „Aktion T4“ sowie der „Aktion Reinhardt“ im Vernichtungslager Treblinka beteiligt. Horn wurde vom Landgericht Düsseldorf am 3. September 1965 in den Treblinka-Prozessen mangels eines sicheren Nachweises seiner Schuld freigesprochen.

## Leben
Horn, Sohn einer Arbeiterin, wuchs bei seinen Großeltern mütterlicherseits auf. Nach dem vorzeitigen Abbruch seiner Schullaufbahn arbeitete er in der Landwirtschaft und in einer Fabrik. Ab 1926 absolvierte er eine Ausbildung zum Krankenpfleger in den Heilanstalten Arnsdorf und Sonnenstein bei Pirna. Nach Ausbildungsabschluss war er in der Heilanstalt Leipzig-Dösen beschäftigt und ab 1931 wieder in Arnsdorf. Horn war seit 1931 verheiratet, die kinderlose Ehe wurde 1951 geschieden. Am 1. Juni 1937 beantragte er die Aufnahme in die NSDAP und wurde rückwirkend zum 1. Mai desselben Jahres aufgenommen (Mitgliedsnummer 4.536.956), er gehörte auch der DAF an.
Nach Ausbruch des Zweiten Weltkrieges nahm er als Sanitäter am Polen- und Westfeldzug teil. Ab September 1940 war er im Warthegau stationiert und nahm kurzzeitig noch am Krieg gegen die Sowjetunion teil. Nach der im August 1941 erfolgten Entlassung aus der Wehrmacht war er wieder als Krankenpfleger in Arnsdorf tätig und wurde von dort nach Sonnenstein versetzt. Später war er in der Zentrale der Aktion T4 in Berlin mit der Katalogisierung und Anfertigung von Fotografien sowie der Aktenanlage der Opfer der nationalsozialistischen Krankenmorde beschäftigt. Ab Anfang 1942 war er kurzzeitig als Sanitäter der Organisation Todt in einem Lazarett in Minsk eingesetzt und kehrte im Frühjahr 1942 nach Berlin zurück. Dort war er wiederum in einem OT-Lager tätig.
Im September 1942 wurde er auf Anordnung der Aktion T4-Zentrale in das Zwangsarbeitslager Trawniki versetzt und absolvierte dort eine zweiwöchige militärische Ausbildung. Von dort wurde er im Rang eines SS-Unterscharführers in das Vernichtungslager Treblinka versetzt, wo er bis Mitte September 1943 eingesetzt war.
Nach Beendigung der „Aktion Reinhardt“ wurde Horn Ende 1943, wie auch der Großteil des Personals der „Aktion Reinhardt“, zur Operationszone Adriatisches Küstenland nach Triest versetzt. Hier war er Angehöriger der „Sonderabteilung Einsatz R“, die der „Judenvernichtung“, der Konfiszierung jüdischen Vermögens und der Partisanenbekämpfung diente. Im September 1944 erfolgte wieder ein kurzer Aufenthalt in seiner Heimat und die Einberufung zu einer Landesschützeneinheit in Glauchau. Nach Kämpfen in der Gegend von Mährisch-Ostrau kam er in sowjetische Kriegsgefangenschaft, aus der er Ende Dezember 1946 entlassen wurde. Von Arnsdorf zog er schließlich nach Berlin, wo er wieder als Krankenpfleger beschäftigt war.
Im Rahmen der Ermittlungen bezüglich der Verbrechen im Vernichtungslager Treblinka geriet Horn in das Visier der Ermittlungsbehörden und wurde Anfang der 1960er Jahre in Haft genommen. Der Treblinka-Prozess gegen zehn Angeklagte fand vom 12. Oktober 1964 bis zum 3. September 1965 vor dem Landgericht Düsseldorf statt. Der Verfahrensgegenstand umfasste die Vergasung von mindestens 700.000 überwiegend jüdischen Menschen sowie die tödliche Misshandlung, Erschießung, Erschlagung sowie Erhängung einzelner Häftlinge und zudem die Zerfleischung durch Barry, den Diensthund des Lagerkommandanten Kurt Franz. Hauptsächlich war Horn beim sogenannten „Grubenkommando“ eingesetzt, wo er das Vergraben und später das Verbrennen der Leichen beaufsichtigte. Jüdische Überlebende sagten aus, dass Horn nie einen Häftling misshandelt oder von seiner Schusswaffe Gebrauch gemacht habe. Innerhalb der SS-Wachmannschaft habe er sich mit seiner ablehnenden Haltung gegenüber der Judenvernichtung zunehmend isoliert, wie der Mitangeklagte Franz Suchomel bestätigte. Horn wurde als einziger Angeklagter wegen Putativ-Notstand freigesprochen. 1987 sagte er als Zeuge im Demjanjuk-Prozess aus. Über seinen weiteren Lebensweg ist nichts bekannt.